# Bénaménil
Bénaménil település Franciaországban, Meurthe-et-Moselle megyében. Lakosainak száma 590 fő (2022. január 1.). Bénaménil Buriville, Domjevin, Fréménil, Manonviller, Saint-Clément és Thiébauménil községekkel határos.

## Népesség
A település népességének változása:
| Lakosok száma | 382  | 438  | 527  | 529  | 564  | 577  | 583  | 584  | 586  | 590  |
|               | 1968 | 1982 | 1990 | 2006 | 2013 | 2015 | 2017 | 2019 | 2020 | 2022 |